# Cypryjscy posłowie do Parlamentu Europejskiego 2024–2029
Cypryjscy posłowie X kadencji do Parlamentu Europejskiego zostali wybrani w wyborach przeprowadzonych 9 czerwca 2024, w których wyłoniono 6 deputowanych.

## Posłowie według list wyborczych
Zgromadzenie Demokratyczne
- Michalis Chadzipandela
- Lukas Furlas

Postępowa Partia Ludzi Pracy
- Jorgos Jeorjiu

Niezależny
- Fidias Panajotu

Narodowy Front Ludowy
- Jeadis Jeadi

Partia Demokratyczna
- Kostas Mawridis